# Jyoti Amge

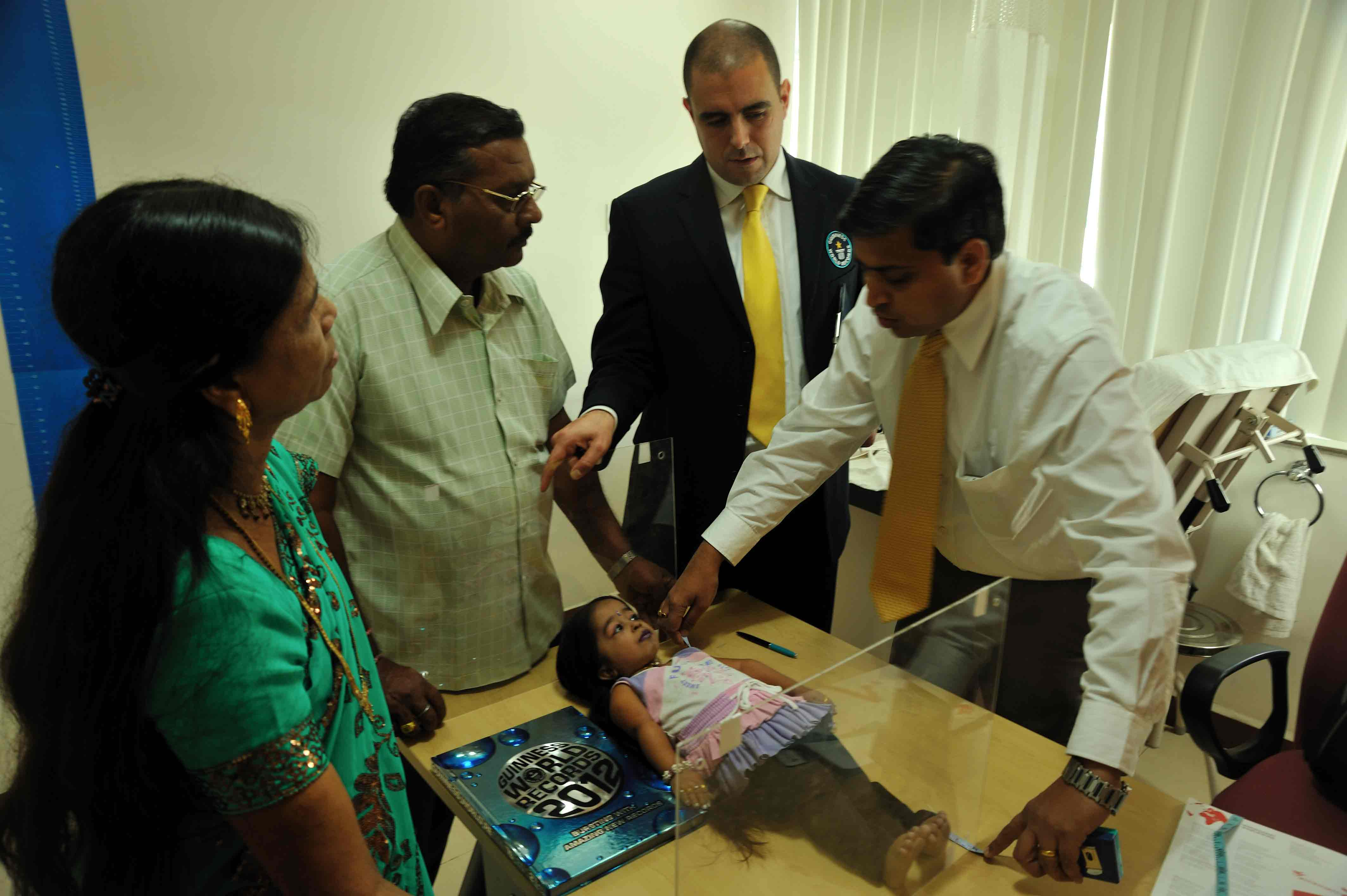
Jyoti Amge được các nhân viên của Kỷ lục Guinness đo kích thước cơ thể

Jyoti Kishanji Amge (sinh ngày 16 tháng 12 năm 1993) là một người phụ nữ Ấn Độ. Cô được coi là người phụ nữ thấp bé nhất còn sống theo kỷ lục Guinness.
Sau sinh nhật lần thứ 18 của Jyoti Amge vào ngày 16 tháng 12 năm 2011, cô được chính thức tuyên bố là người phụ nữ nhỏ nhất thế giới bởi Kỷ lục Thế giới Guinness với chiều cao 63 cm . Chiều cao bị giới hạn của cô là do sự bất thường tăng trưởng được gọi là lùn nguyên thủy.
Jyoti Amge đã được giới thiệu trong bộ phim tài liệu năm 2009 mang tên Body Shock: Two Foot Tall Teen. Cô cũng là một khách mời tham gia vào Bigg Boss 6, một chương trình truyền hình Ấn Độ. Vào ngày 13 tháng 8 năm 2014, cô được chọn vào mùa thứ tư của Câu chuyện kinh dị Mỹ: American Horror Story: Freak Show trong vai Ma Petite.
Năm 2012, cô gặp người đàn ông ngắn nhất thế giới, Chandra Bahadur Dangi quê Nepal. Cặp đôi này đã cùng nhau tạo nên ấn bản thứ 57 của sách kỷ lục Guiness 2013.